# Белановский, Дмитрий Константинович
Дмитрий Константинович Белановский (1879—1954) — слесарь Белгородского депо Южной железной дороги, депутат Государственной думы II созыва от Курской губернии, русский революционер.

## Биография

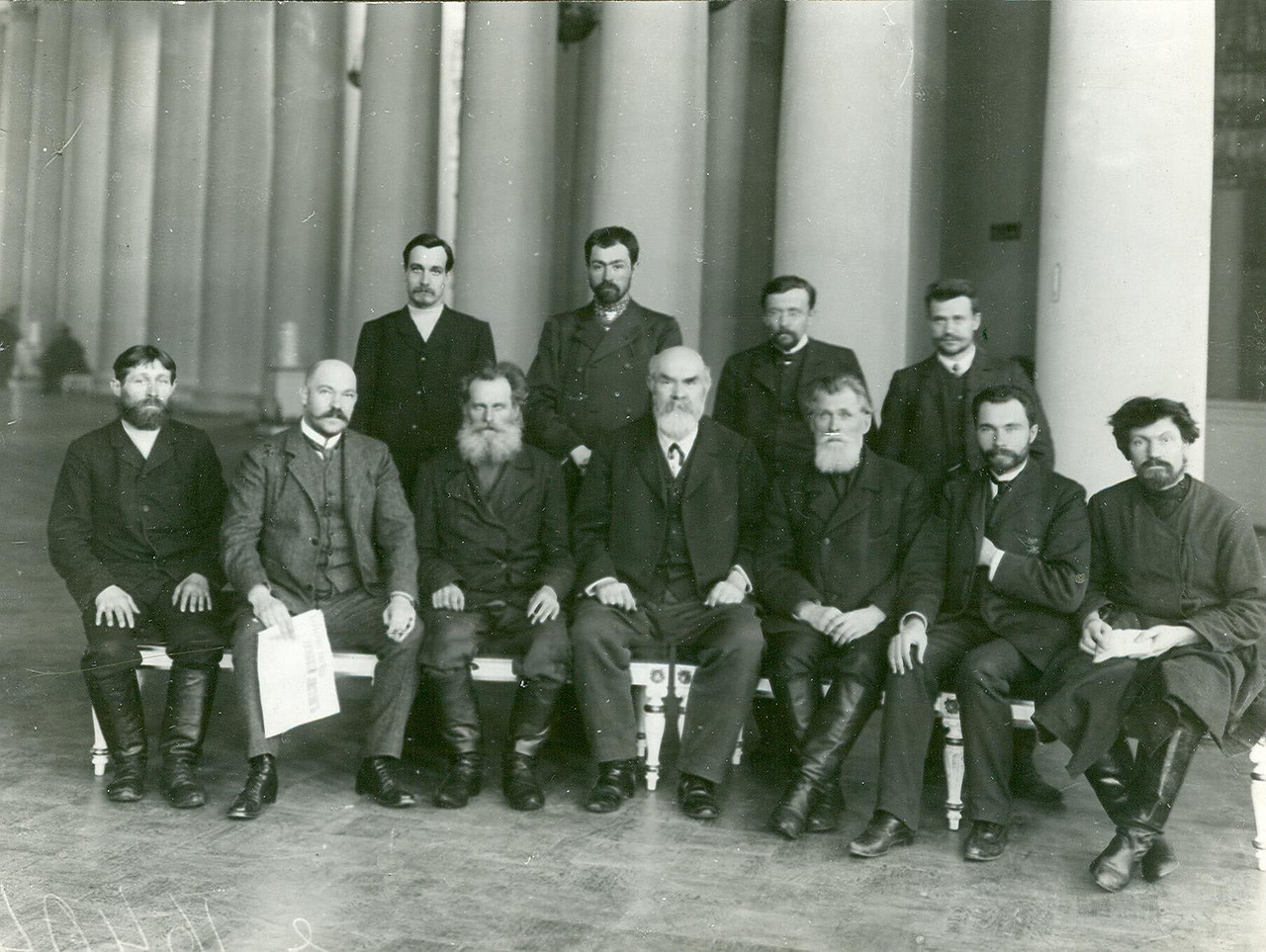
Депутаты II Государственной Думы от Курской губернии. Первый ряд — А. Е. Афанасьев, К. Ф. Тахтамиров, Н. O. Оводов, В. И. Долженков, С. И. Волков, И. Н. Мушенко, И. Е. Пьяных. Второй ряд — А. И. Русанов, П. С. Лохвицкий, Р. Я. Смирнов, Д. К. Белановский

По национальности украинец, в дореволюционных и следующих им источниках часто указывалось, что он русский. Сын отставного (с 1850 года) младшего офицера, занимавшегося хлебопашеством. Одиннадцати лет отроду окончил начальную сельскую школу. Стал учеником сельского кузнеца, учился у него около года. С 1893 ученик в кузнечно-слесарной мастерской Игнатьева. Окончил железнодорожное училище. В 1898 году поступил на работу слесарем на паровозостроительный завод в Харькове, откуда году уволен в 1899 году за участие в «беспорядках». Перебрался в Санкт-Петербург, начал работать на Балтийском судостроительном заводе слесарем в механическом цехе. Участник забастовок в 1900 и 1901 годах. Был вынужден вернуться в Харьков.
Состоял в списке «неблагонадежных» в так называемой «черной книге», из-за этого долгое время не мог найти работу ни на одном из заводов. В 1902 году нашёл работу у инженера Крушеля, после чего для работ по проводке парового и водяного отопления выехал в Томск в Технический институт. В 1902 году был арестован за участие в первомайской демонстрации в Томске. Пробыл в томской тюрьме 2 месяца, после чего полицмейстер своим приказом выслал его из Томска. Снова в Харькове, затем в Санкт-Петербурге. В 1903 году принят на работу на гвоздильный завод на Васильевском острове. Там вступил в РСДРП. В декабре 1904 года собирал средства для помощи забастовщиками Путиловского завода. Под угрозой ареста выехал на Донбасс. Принят на работу на стекольный завод на станции Константиновка, но по требованию полиции должен был покинуть это место работы. Перебрался на станцию Сулин, но и там полиция противодействовала поискам работы, после этого вернулся в Санкт-Петербург. В начале 1905 активно участвовал в формировании Совета рабочих депутатов на гвоздильном заводе. Активно участвовал в октябрьской забастовке 1905 года. Опасаясь ареста, выехал в Белгород, где устроился на работу слесарем в Белгородском депо Южной железной дороги. В Белгороде стал известен как митинговый оратор. Активно поддержал решение ЦК РСДРП, агитируя за бойкот выборов в 1-ю Государственную Думу.
Избран выборщиком от рабочих Белгородского депо. 8 февраля 1907 избран в Государственную думу II созыва от общего состава выборщиков Курского губернского избирательного собрания. На митинге при проводах его в Думу призвал «бросить вражду с жандармами и стражниками и сплотиться вокруг батюшки царя». Вошел в состав меньшевистского крыла Социал-демократической фракции. Состоял в думской комиссии о нормальном отдыхе служащих в торговых и ремесленных заведениях. Участвовал в прениях в Думе по вопросу о помощи безработным.

Господа депутаты, я не могу не говорить, так как я сам принадлежу к рабочим  и не могу говорить так кратко, как говорил сейчас о. Платон. Он говорил, что рабочих смутили молодые люди. Нет, господа, не эти люди их смутили, а те люди, которые жили все время на фабриках, которые всё время находятся под гнётом капиталистов, а также и самого правительства, те люди сами всё и создают. Когда рабочие заявили о своих желаниях, их стали везде давить как капиталисты, так и правительство. Теперь вы сами знаете, до чего дошли рабочие. Вы знаете, в каких пещерах они живут, что им даже недостаёт куска хлеба. Знаете, какова их жизнь. Здесь председатель Совета Министров сказал: «Руки вверх!» – Мы этого не испугаемся, а я скажу: «Сажайте нас в тюрьмы, расстреливайте, ведите нас на виселицы, – мы этого не боимся» (аплодисменты слева). Рабочие – сила большая. В их руках находятся создание и расцвет всего производства. Если вы их не удовлетворите, то это поведёт к кровопролитию (возгласы справа: «Долой – довольно!» Председатель звонит). Если нам говорят: «Да воскреснет бог, и расточатся врази его», – я скажу: «Да воскреснет мир и да рассеются (показывает направо) угнетатели народа» (аплодисменты слева и в центре)..

С марта 1907 года входил в железнодорожную секцию социал-демократической фракции. Проводил встречи с избирателями, превращавшимися в многолюдные митинги. Как следует из полицейских донесений, на них он «сообщал о деятельности Думы, призывал рабочих посылать в Думу петиции о своих нуждах, но вести себя по отношению к правительственным властям спокойно». 28 апреля 1907 г. на встрече со своими избирателями-железнодорожниками в Белгороде утверждал, что «Дума сумеет добиться и правды, и воли, и земли, но этого можно достигнуть не насилием, а любовью». 5 мая 1907 года на штаб-квартире думской фракции социал-демократов, которая размещалась в квартире, снятой на имя И. П. Озола, был проведён обыск, среди 35 человек, которых там застала полиция, были 5 депутатов, в том числе и Белановский. Привлекался к суду по делу Социал-демократической думской фракции.
После роспуска Думы 3 июня 1907 — 7 июня арестован в Одессе. 1 декабря 1907 года приговорён по делу Социал-демократической фракции Особым присутствием Правительствующего Сената к ссылке на поселение. 8 месяцев находился в одиночной камере Дома предварительного заключения в Санкт-Петербурге, после этого 2 месяца в Санкт-Петербургской пересыльной тюрьме и затем 2 месяца в Иркутской тюрьме. Сослан в Больше-Мамырскую волость Нижнеудинского уезда Иркутской губернии, затем в село Бельское в той же губернии, зарабатывал на жизнь кузнечным и слесарным ремёслами. В первой половине 1910-х годов вместе с бывшими депутатами Думы А. К. Виноградовым и И. А. Лопаткиным вёл агитацию за создание профсоюза черемховских шахтёров. Организовал вместе с ними несколько конспиративных собраний в лесу за селом Черемхово, на которых рабочим были разъяснены цели и задачи рабочего движения.
19 марта 1917 года прибыл в Петроград вместе с группой революционеров на иркутском поезде, на Николаевском вокзале им был устроен торжественный приём. Вошёл в Исполком Петроградского совета рабочих и солдатских депутатов. Председатель революционного железнодорожного штаба и член городского штаба по борьбе с контрреволюцией во время Корниловского мятежа. Делегат Первого Всероссийского съезда советов и член Всероссийского центрального исполнительного комитета (ВЦИК).
В 1918 году находился в городе Белгороде во время захвата его германскими войсками, был арестован, но сумел бежать в Курск. Тогда же стал членом РКП(б). Состоял в ревкоме прифронтовой полосы на станции Прохоровка, затем стал его председателем, после взятия Белгорода Красной армией — председатель Белгородского уездного ревкома. После взятия Белгорода Добровольческой армией генерала Деникина постановлением Курского губкома назначен председателем ревкома в городе Суджа. После занятия Суджи деникинцами выехал в Курск, заведовал эвакуацией Курска. При приближении белогвардейцев перебрался на станцию Поныри, затем в Орёл. Направлен курским губкомом РКП(б) в распоряжение наркома путей сообщения; командирован в Самару, где был исполняющим обязанности заведующего районным политотделом станции Батраки. После возвращения Белгорода под контроль большевиков вызван в штаб Юго-Западного фронта и назначен председателем Белгородского уездного ревкома (затем исполкома).
С апреля 1920 заведовал районным политотделом Белгородского участка железной дороги. 15-17 февраля 1921 года участвовал в Первой белгородской конференции беспартийных железнодорожников, выступая на ней, Белановский сказал: «В тюрьмах сейчас больше пролетариата и крестьянства, чем буржуазии». В 1921 году участвовал в съезде железнодорожников и водников, по его решению направлен заместителем председателя в Южное бюро Южного округа путей сообщений. Председатель железнодорожного отдела Верховного трибунала Украинской ССР (с момента образования). В 1922 отправлен в Белгород. С 1 июля 1923 помощник прокурора окружного трибунала, затем работал в Харьковских вагонных мастерских. С 15 августа 1924 заведующий организационно-инструкторским отделом в Дорожно-страховом комитете, с 10 февраля 1925 уполномоченный Центра социального страхования Южного округа путей сообщения, с 1928 заведующий мобилизационным сектором Наркомата транспорта Украинской ССР, с 1930 помощник начальника строительства тракторного завода в Харькове, с 1934 помощник управляющего института «Проектпуть» в Харькове.
В 1924—1934 годах член президиума Центрального Комитета МОПР. Состоял во Всесоюзном обществе бывших политкаторжан и ссыльнопоселенцев (членский билет № 1599).
Арестован 28 августа 1936 в Харькове. Осуждён ОСО при НКВД по части 1 статьи 54-10 УК УССР (с пометой КРТД — контрреволюционная троцкистская деятельность) на 5 лет лишения свободы. Срок отбывал в Воркутлаге, куда прибыл 28 марта 1937. По истечении срока в 1941 был оставлен в лагере до окончания войны. Освобождён 30 марта 1946 года. В 1949 году вернулся в центральную Россию без права проживать в крупных городах. Жил в доме для престарелых под Харьковом, скончался в 1954 году.

## Семья
- Брат — Фёдор Константинович Белановский, мастер Белгородских железнодорожных мастерских[1].
- Жена — Антонина Павловна урождённая ?, сослана на 5 лет «в районы Крайнего Севера и Сибири» в 1936 году, дальнейшая судьба неизвестна[1].
  - Сын — Евгений Дмитриевич Белоновский (1918, Белгород — 25 декабря 1941, д. Некрасово, Тарусский район), сослан на 5 лет вместе с матерью после ареста отца[1], в 1941 году оружейный воентехник 2 ранга 26 отдельной стрелковой курсантской бригады, убит в бою под д. Некрасово Тарусского района Тульской области[10].

### Рекомендованные источники
- Деятели революционного движения в России. Биобиблиографический словарь. Том 5. В. 1;
- Политическая каторга и ссылка; Биографический справочник членов Общества политкаторжан и ссыльнопоселенцев. М, 1934. С. 54-55.

### Архивы
- Государственный архив Российской Федерации. Фонд 4888. Опись 6. Дело 274. Лист 118-19; Фонд 533. Опись 2. Дело 148.
- Российский государственный исторический архив. Фонд 1278. Опись 1 (2-й созыв). Дело 58; Дело 604. Лист 21 оборот.